# Cấn Văn Hùng
Cấn Văn Hùng – wietnamski zapaśnik walczący w stylu wolnym. Złoty medalista igrzysk Azji Południowo-Wschodniej w 2003 roku.